# Mega Fun
Die Mega Fun war eine der ersten deutschen Konsolenspiele-Zeitschriften mit Spieletests und stammte aus Würzburg. Zwischen 1992 und 2000 erschienen insgesamt 99 Ausgaben.

## Geschichte
Die Erstausgabe 1/92 (bis Heft 2/93 noch als megafun) erschien noch als Privatpublikation, gefolgt von weiteren sechs Ausgaben bis Heft 2/93. Diese ersten Hefte wurden damals noch in schwarz-weiß gedruckt.
In Ausgabe 2/93 war Ulf Schneider Chefredakteur und Uwe Kraft Herausgeber. Seit Anfang waren die Spieletests übersichtlich nach Systemen aufgeteilt und deckten alle damaligen Spielkonsolen (Super Nintendo, Mega Drive, PC Engine und Neo Geo) und Handheld-Konsolen (Game Boy und Game Gear) ab. Ein übersichtliches Wertungskästchen am Fuß jedes Testberichts gab Auskunft über System, Hersteller, Region und Wertung (von 1–100). Benotete Kriterien waren Grafik, Sound/FX und Spielspaß. Es wurden auch Importe getestet, falls Spiele in Japan oder den USA vor der Europäischen Version erhältlich war.
Nach einer dreimonatigen Pause erschien mit Mega Fun 5/93 die erste professionell erstellte Ausgabe beim damaligen Nürnberger CT Computec Verlag und wurde in Farbe gedruckt. Chefredakteur war nunmehr Christian Geltenpoth, stellvertretender Chefredakteur war Uwe Kraft und leitender Redakteur Ulf Schneider.
Die Mega Fun wurde vom auslaufenden 8-Bit-Zeitalter bis in die Ära der 32-Bit-Konsolen veröffentlicht. Das Magazin erschien bis zur letzten Ausgabe 12/2000 bei der nun benannten Computec Media.
Vom Logo der Zeitschrift gab es insgesamt vier Versionen: das ursprüngliche megafun-Logo der noch nicht professionell veröffentlichten Ausgaben 1/92 bis 2/93; das erste Mega Fun-Logo beim Computec-Verlag von Heft 5/93 bis 11/93 bzw. 12/93 (von Ausgabe 12/93 waren Versionen mit beiden Logos in Umlauf).

## Aufbau und Struktur
Ausgabe 2/93 der Mega Fun war in die Rubriken „News“ (Neuigkeiten aus der Szene), „Gerüchte“ (über kommende Spiele und Hardware), „Spieletest“ (der seitenstärkste Abschnitt: Wahl des „Spiels des Monats“ und Auszeichnung „Gold Game“ ab 85 Punkten sowie „Gib diesem Spiel keine Chance“ unter 35 Punkten Spielspaß-Wertung), „Countdown“ (Top Liste der Redaktion und Leser) und „Schummelecke“ (Cheats und Passwörter) unterteilt. Außerdem gab es die Rubrik „Special“, in der sich etwa Messe-Berichte fanden.
In Ausgabe 5/93 wurde die Rubrik „Gerüchte“ durch „Scene“ ersetzt sowie „Schummelecke“ durch „Helpline“ und „Countdown“ durch „Classics“. Neue Abschnitte waren „MegaMail“ (Leserbrief an die Redaktion), „FunMail“ (lustige Leserbriefe und Antworten der Redaktion). Die „Vorschau“ wurde in „Game Over“ umbenannt.

## Die Redakteure
Redakteure der Ausgabe 2/93 waren: Ulf Schneider, Gerd Sebök, Philipp Noak, Bastian Lurz, Uwe Kraft, Martin Weidner, Dieter Schwarz, Stefan Hellert und Markus Appel.
Redakteure ab der ersten professionellen Ausgabe (5/93) waren: Markus Appel, Stephan Girlich, Stefan Hellert, Bastian Lurz, Philipp Noack, Gerd Sebök, Sandrie Souleiman und Martin Weidner.